# Římskokatolická farnost Benešov
Římskokatolická farnost Benešov je jedno z územních společenství římských katolíků v benešovském vikariátu s farním kostelem sv. Mikuláše.

## Historie
Farnost je doložena k roku 1352 jako plebánie, po hiátu v období reformace byla obnovena. Od roku 1623 jsou ve farnosti vedeny matriky. Roku 1828 byla farnost povýšena na děkanství, od 1. 7. 1994 jen jako farnost.

## Kostely farnosti
| Kostel                   | Místo      | Bohoslužba                                                                                              |
| ------------------------ | ---------- | --- |
| sv. Mikuláše             | Benešov    | ne 08.00 od 5. neděle postní do svátku Svaté Rodiny ne 09.30 od 5. neděle postní do svátku Svaté Rodiny |
| sv. Anny                 | Benešov    | ne 08.00 od Vánoc do 4. neděle postní ne 09.30 od Vánoc do 4. neděle postní út st čt pá so 18.00        |
| sv. Jakuba, Chvojen      | Chvojen    | |
| sv. Vavřince, Okrouhlice | Okrouhlice | ne 11.00                                                                                                |

## Osoby ve farnosti
dp. Mgr. Marcel Timko, farář